# Солунське перемир'я

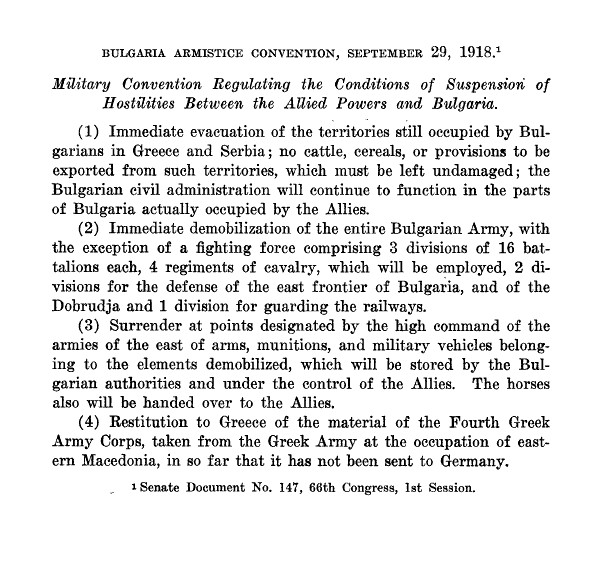
Офіційні умови Солунського перемир'я.

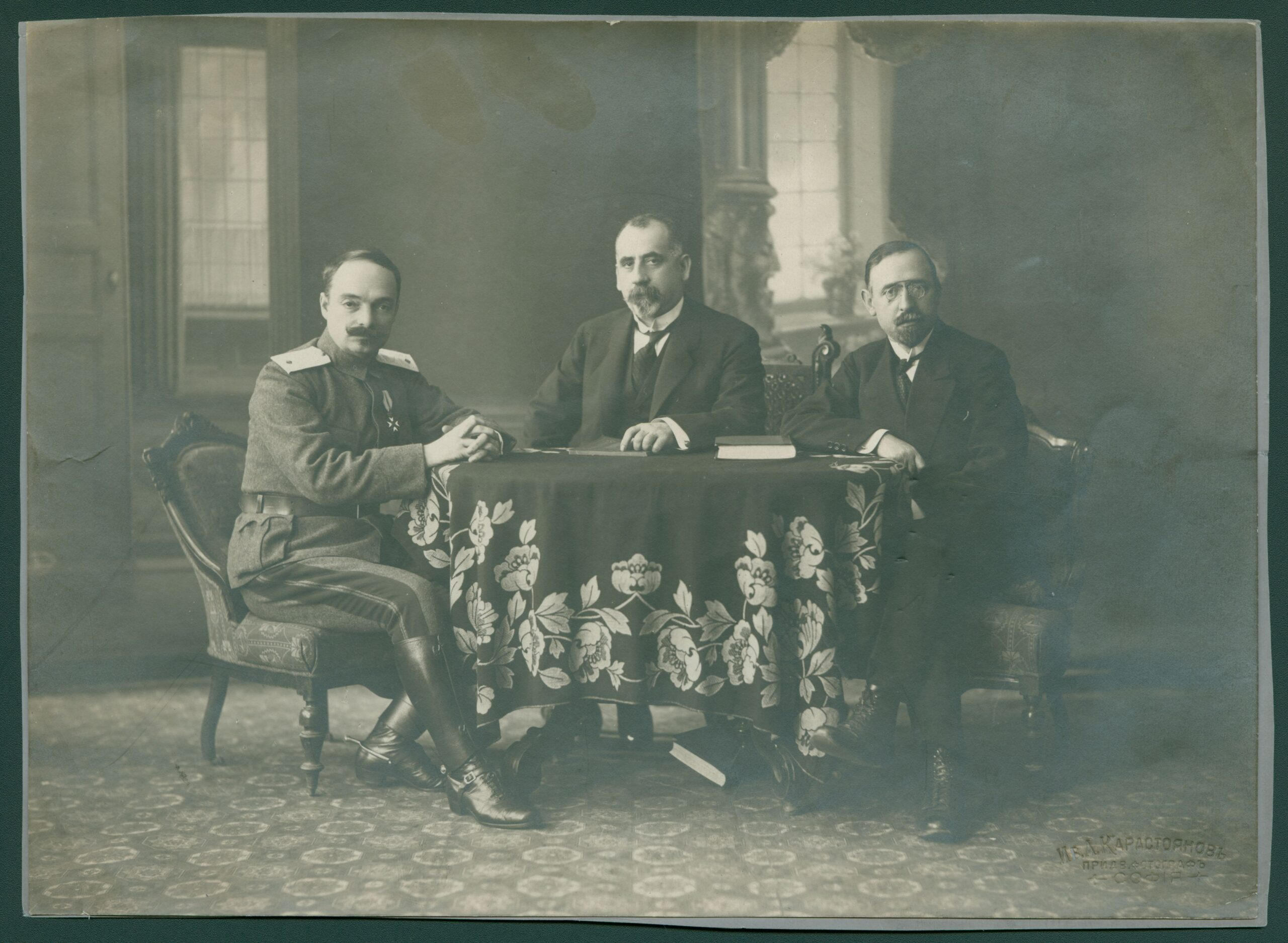
Болгарські делегати: Генерал-майор Іван Луков, Андрей Ляпчев і Симеон Радев.

Солунське перемир'я (також відоме як Перемир'я у Болгарії) було укладено 29 вересня 1918 року на Болгарській мирній конференції, що проходила в Салоніках, Грецьке королівство. Перемир'я було укладено між Болгарським царством і Союзниками. Конференцію скликали за пропозицією Болгарії від 24 вересня, відповідно до якої Болгарське царство запропонувала припинити вогонь. Перемир'я завершило участь Болгарського царства у Першій світовій війні на боці Центральних держав. Перемир'я набуло чинності 30 вересня опівдні; воно врегулювало процеси демобілізації й роззброєння болгарських збройних сил.
Серед підписантів перемир'я були: французький генерал Луї Франше д'Еспере — від імені Антанти; і комісія, призначена урядом Болгарського царства, що складалася з генерала Івана Лукова (член Генерального штабу Болгарської армії), Андрея Ляпчева (члена уряду), Симеона Радева (дипломата).

## Умови
Умовою перемир'я було негайне припинення бойових дій Болгарської армії і її демобілізацію. Перемир'я зобов'язувало Болгарське царство залишити усі окуповані нею грецькі й сербські території; установлювало обмеження на розміри болгарської армії; вимагало від Болгарії повернути усе воєнне спорядження і техніку, захоплене Болгарським царством у грецького IV армійського корпусу під час болгарської окупації Східної Македонії 1916 року. Документ залишався чинним до укладення остаточного мирного договору (Нейїський мирний договір).